# Giovanni Gronchi
Giovanni Gronchi (Pontedera, 10 settembre 1887 – Roma, 17 ottobre 1978) è stato un politico italiano, terzo presidente della Repubblica Italiana dal 1955 al 1962.
Già sottosegretario all'industria nel governo Mussolini, fu ministro dell'agricoltura, dell'industria e del commercio nei governi Bonomi II, Bonomi III e De Gasperi I e fu il primo democristiano, nonché il primo cattolico, ad essere eletto presidente della Repubblica.
Come capo dello Stato ha conferito l'incarico a quattro presidenti del Consiglio dei ministri: Antonio Segni (1955-1957; 1959-1960), Adone Zoli (1957-1958), Amintore Fanfani (1958-1959) e Fernando Tambroni (1960); ha nominato un solo senatore a vita, Giuseppe Paratore, nel 1957 e nove giudici della Corte costituzionale, nel 1955 Enrico De Nicola, Gaetano Azzariti, Tomaso Perassi, Giuseppe Capograssi e Giuseppe Castelli Avolio, nel 1956 Biagio Petrocelli, nel 1957 Aldo Mazzini Sandulli, nel 1960 Costantino Mortati e nel 1961 Giuseppe Chiarelli.

## Biografia

### Giovinezza ed istruzione
Suo padre, Sperandio, era contabile di un panificio e, per arrotondare, faceva il piazzista di salumi. Militò nelle organizzazioni giovanili cattoliche, assumendo incarichi direttivi ed esprimendo simpatia per le tesi moderniste di Romolo Murri. Frequentò il ginnasio presso il liceo classico Andrea da Pontedera di Pontedera e si laureò in lettere all'Università degli Studi di Pisa quale allievo della Scuola normale superiore. Tra il 1911 e il 1915 insegnò filosofia nei licei di Parma, Massa-Carrara, Bergamo e Monza; partecipò alla prima guerra mondiale come ufficiale di fanteria, guadagnando una medaglia d'argento e una di bronzo al valor militare.

### Fondazione del Partito Popolare Italiano ed esordi in politica
Il 18 gennaio 1919 Gronchi partecipò alla riunione di fondazione del Partito Popolare Italiano, convocata da don Luigi Sturzo all'albergo Santa Chiara di Roma e, dopo il primo congresso svoltosi a Bologna dal 14 al 16 giugno dello stesso anno, entrò a far parte della direzione del partito; nello stesso anno venne eletto deputato. Nel 1920 venne chiamato a dirigere la Confederazione italiana dei lavoratori di orientamento cattolico; l'anno dopo venne eletto per la seconda volta alla Camera dei deputati.
Sottosegretario all'industria nel governo Mussolini, si dimise dall'incarico allorché il PPI uscì dalla maggioranza governativa (1923). Nel 1924 Gronchi, insieme a Giuseppe Spataro e Giulio Rodinò, fece parte del triumvirato che resse il Partito Popolare a seguito delle dimissioni di Luigi Sturzo e fu rieletto deputato.
Nel 1925 gli fu attribuito un insospettabile elogio, da parte di Piero Gobetti, sulla rivista La Rivoluzione liberale: «Per uno spirito spregiudicato è una fortuna incontrare a un congresso popolare un uomo come Gronchi. Nessun altro cattolico ha la sua finezza e agilità parigina, né la sua devozione al pensiero moderno, né il suo culto per lo spirito di contraddizione, provvidenza e sale della società».
Gronchi partecipò alla secessione dell'Aventino e, nel 1926, con l'adozione delle leggi fascistissime (R.D. n. 1848/26), fu dichiarato decaduto dal mandato parlamentare. Successivamente si appartò dalla vita politica e prima lavorò come rappresentante di commercio e poi intraprese iniziative industriali. Rimasto vedovo della prima moglie, nel 1941 si sposò con Carla Bissatini, di venticinque anni più giovane.

### Gronchi fondatore della DC e leader della corrente di sinistra

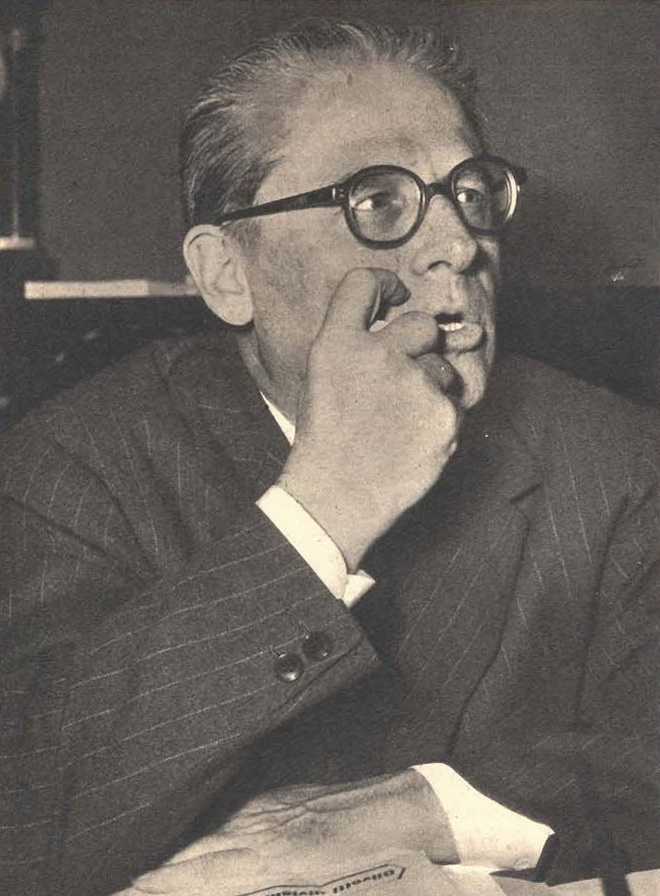
Giovanni Gronchi nel 1953

Il 29 settembre del 1942, Gronchi, insieme ad alcuni esponenti politici cattolici, quali Alcide De Gasperi, Achille Grandi, Piero Malvestiti, Giuseppe Brusasca ed altri, prese parte alla prima riunione clandestina propedeutica alla fondazione della Democrazia Cristiana, nell'abitazione di Giorgio Enrico Falck, noto imprenditore milanese. Il 19 marzo 1943 il gruppo si riunì a Roma, in casa di Giuseppe Spataro, per discutere e approvare il documento, redatto da De Gasperi, Le idee ricostruttive della Democrazia Cristiana, considerato l'atto di fondazione ufficiale del nuovo partito.
Nel secondo e nel terzo governo Bonomi Gronchi fu nominato ministro dell'industria e fu confermato in tale incarico anche nel governo De Gasperi I.
Eletto deputato all'Assemblea Costituente (1946) e alla Camera dei deputati nel 1948 e nel 1953, Gronchi, insieme a Giuseppe Dossetti, Amintore Fanfani e Giorgio La Pira, fu il maggior esponente della corrente di sinistra del suo partito. In un convegno, organizzato a Pesaro nel 1948, giunse a definire la vittoria elettorale del 18 aprile «il più grosso equivoco dei ceti conservatori, industriali e agrari» e fu immediatamente sconfessato da Alcide De Gasperi; quando replicò sulla Libertà, a lui vicina, tale testata fu definita dalla direzione della DC «un quotidiano di opposizione».
Fu eletto presidente della Camera dei deputati nella I e nella II legislatura, forse per distoglierlo dalla politica attiva, in quanto titolare di una carica istituzionale. Ciò non gli impedì di assumere un atteggiamento critico verso il Patto Atlantico e di essere tra i primi assertori, in ambito democristiano, del superamento della politica centrista di De Gasperi e di un avvicinamento al Partito Socialista di Pietro Nenni.

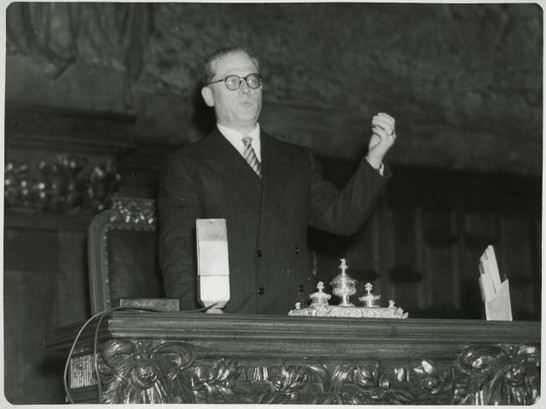
Il presidente della Camera dei deputati Giovanni Gronchi

### Elezione alla Presidenza della Repubblica

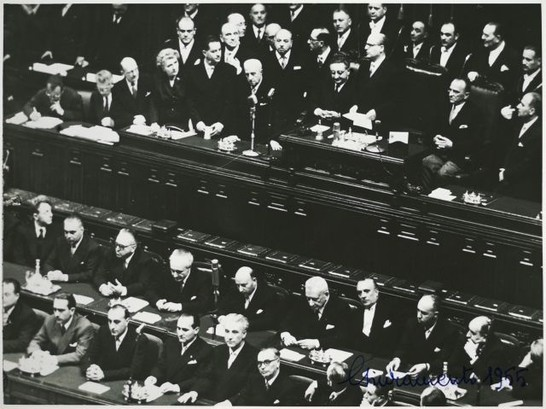
Il giuramento di Giovanni Gronchi come presidente della Repubblica Italiana, 11 maggio 1955

All'elezione del presidente della Repubblica del 1955, il segretario nazionale della DC, Amintore Fanfani candidò il presidente del Senato Cesare Merzagora, che non raccoglieva l'unanimità dei consensi del partito democristiano a causa delle divisioni interne in chiave antifanfaniana e antiscelbiana ed era stato eletto come indipendente, sia pure nelle liste DC.

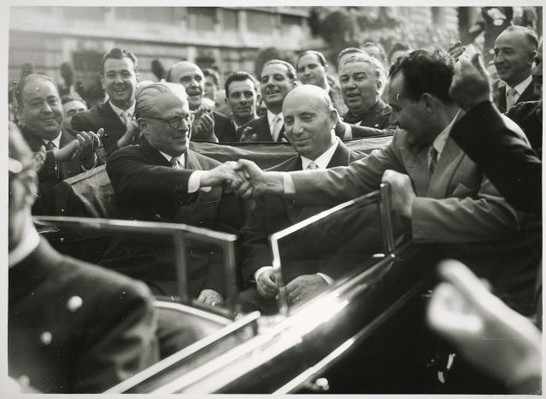
Il neoeletto presidente della Repubblica Giovanni Gronchi insieme all'allora presidente del Consiglio dei ministri Mario Scelba, 1955

Al secondo scrutinio, la sinistra DC si espresse per Gronchi, che raggiunse 127 voti. Essendo allora chiaro il fallimento della candidatura Merzagora, anche i voti dell'opposizione di sinistra confluirono su Giovanni Gronchi (terzo scrutinio). Dopo un vano tentativo di convincerlo al ritiro, Fanfani fu costretto a candidare ufficialmente il presidente della Camera alla massima carica dello Stato. Il 29 aprile 1955, al quarto scrutinio, Gronchi venne eletto presidente della Repubblica con 658 voti su 883, compresi i suffragi della destra monarchica.
Come presidente della Camera, toccò a lui presiedere la seduta comune e leggere a voce alta le schede con il suo nome che via via gli venivano porte e continuò a leggerle fino alla fine. Si interruppe solo pochi istanti, quando un applauso del Parlamento segnò il raggiungimento del quorum. Gronchi si alzò allora dallo scranno e, con in mano una scheda, ringraziò l'assemblea con un breve inchino. Poi sedette di nuovo e continuò a leggere le schede con una certa tensione della voce. Quando ebbe letto l'ultima scheda pregò al microfono il vicepresidente della Camera, Giovanni Leone, di procedere allo scrutinio e di proclamare il risultato. Fra gli applausi si alzò e guadagnò l'uscita.

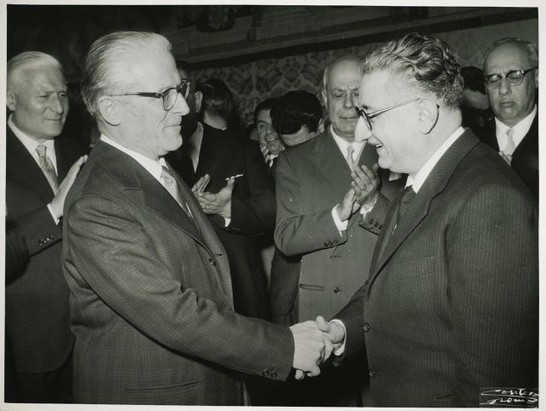
Il presidente Gronchi insieme al presidente della Camera dei deputati Giovanni Leone

Leone ufficializzò poco dopo l'elezione del nuovo capo dello Stato e ne venne poi eletto successore come presidente della Camera. Secondo il regolamento, quando Gronchi si alzò e si ritirò nel suo ufficio, anche il presidente del Senato Cesare Merzagora – che gli era vicino – lasciò il posto al vice presidente del Senato, che sedette accanto al vicepresidente Leone.

### Politica estera del presidente

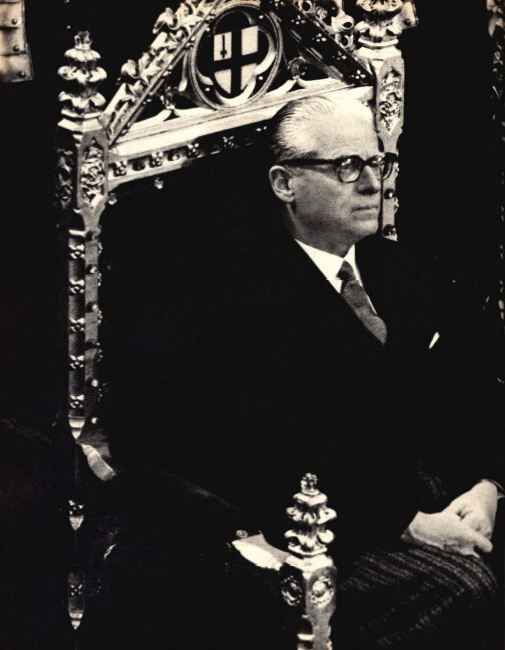
Il presidente della Repubblica Giovanni Gronchi nel 1961

Durante il suo mandato, Gronchi tentò di adottare una politica estera di equidistanza tra i blocchi, personale e parallela a quella governativa, ma trovò l'opposizione della Farnesina e dei governi alleati della NATO.
Alla vigilia del suo viaggio per Washington, dette un'intervista al The Christian Science Monitor in cui proponeva l'unione delle due Germanie e la loro neutralizzazione per vent'anni; successivamente, all'insaputa del governo, Gronchi comunicò tale proposta all'ambasciatore sovietico Bogolomov, che si disse interessato, anche a nome del Cremlino. Tale iniziativa – che avrebbe sicuramente trovato contrarietà negli Stati Uniti – suscitò la reazione negativa dei più influenti membri del governo (il presidente Antonio Segni, il vice Giuseppe Saragat e il ministro Gaetano Martino): questi ultimi, in un tempestoso colloquio al Quirinale, costrinsero Gronchi a tornare sui suoi passi, proprio alla vigilia del suo viaggio a Washington.

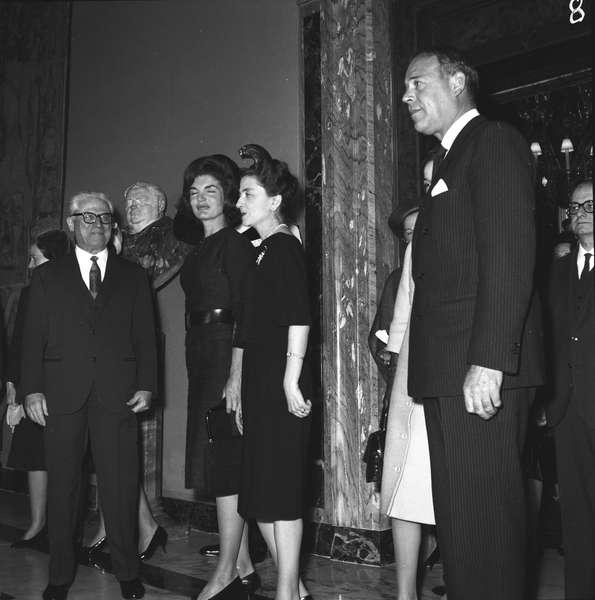
Gronchi con la first lady Jacqueline Kennedy nel 1963

Un altro momento acuto di crisi si ebbe nel marzo del 1957, quando il presidente Gronchi scrisse personalmente una lettera indirizzata al presidente degli Stati Uniti Dwight Eisenhower contenente rilevanti obiettivi di politica estera. La lettera fu redatta senza che fosse consultato preventivamente il governo, ma soltanto trasmessa per la controfirma successiva del ministro competente. Tale prassi, oltre ad essere irrituale, avrebbe ingenerato un pericoloso precedente interpretativo della norma costituzionale italiana, autorizzando de facto il presidente della Repubblica ad indicare al governo le linee da adottare in politica estera. Onde evitare pericolosi «scivolamenti» verso il presidenzialismo, pertanto, l'allora ministro degli esteri Gaetano Martino, previo scambio di note con il presidente del Consiglio Antonio Segni, decise di ritenere il messaggio del capo dello Stato e di non inoltrarlo al destinatario statunitense.

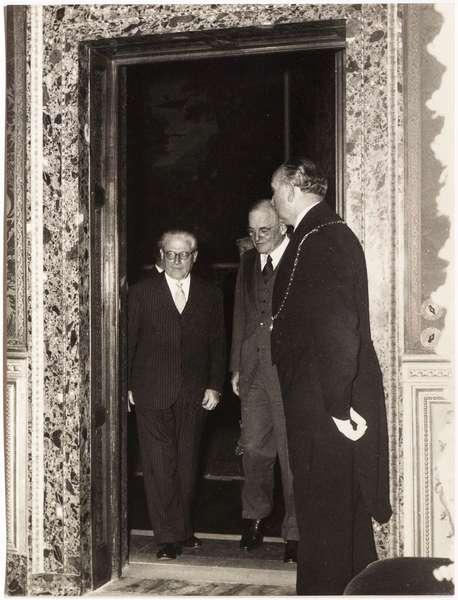
Gronchi insieme al segretario di Stato degli Stati Uniti John Foster Dulles nel 1955

Gronchi, tuttavia, non rinunciò alla sua diplomazia personale, ma con esiti irrilevanti. Preparò con cura un suo viaggio a Mosca (febbraio 1960), sperando di trovare un'interlocuzione sui suoi progetti di mediazione dell'Italia nei rapporti Est-Ovest e, soprattutto, sul problema tedesco, ma si trovò di fronte l'atteggiamento ironico e tracotante di Nikita Krusciov, che lo irrise di fronte alla stampa provocando una messa a punto della diplomazia italiana a viaggio concluso. L'episodio è stato descritto da Tito Lucrezio Russo, in Parla il Capo dello Stato: «Con telespresso segreto del 15 febbraio 1960 diramato dalla Farnesina alle ambasciate italiane operanti in ambito NATO, avente per oggetto la visita del presidente a Mosca, fu sottolineato che il tono della discussione era stato polemico, pur non essendo mancati degli spunti costruttivi per il miglior chiarimento di alcune posizioni sovietiche. Krusciov – proseguì la nota – aveva accusato il governo italiano di essere troppo legato alla politica americana, riferendosi anche alle installazioni di missili e, circa la Germania Ovest, di essere troppo ligio alle tesi di Konrad Adenauer. Lo statista sovietico aveva prefigurato una confederazione dei due Stati tedeschi, subordinata all'irreale, preventiva rinunzia di uno di essi (chiaramente inimmaginabile per quello comunista) al proprio sistema politico–sociale, con Berlino come capitale ed avente lo status di "città libera". Alla precisa domanda di Gronchi se fosse giusto creare tale status senza sentire prima le popolazioni interessate, Krusciov aveva replicato: "Noi non siamo obbligati a sentire il parere di Berlino Ovest"».

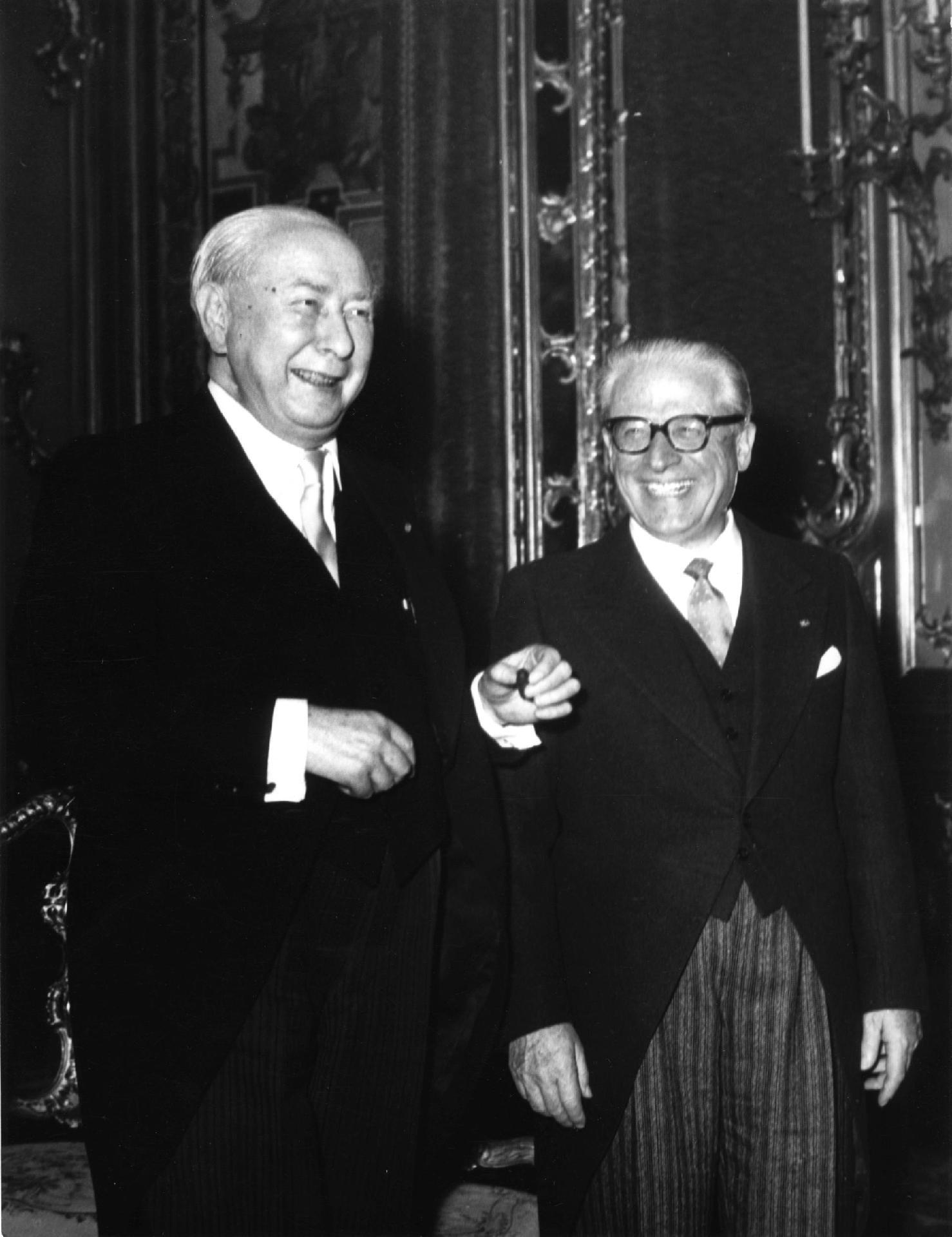
Il presidente della Repubblica Italiana Giovanni Gronchi con il presidente della Repubblica Federale Tedesca Theodor Heuss, 1957

Maggior successo, in politica estera, ebbe il suo appoggio personale alle aperture terzomondiste del ruolo economico dell'Italia operate dal presidente dell'Eni, Enrico Mattei, proprio in quegli anni.

### Cerimonia della imposizione della berretta cardinalizia
Durante il suo mandato, il presidente Gronchi, il 17 dicembre 1958, impose la berretta cardinalizia all'allora nunzio mons. Giuseppe Fietta. Questa cerimonia era riservata per privilegio ad alcuni capi di Stato di nazioni cattoliche. La norma verrà abolita da Paolo VI, non solo a motivo di essere oramai superata ma anche della paura di possibili abusi nel caso ci fossero governi autoritari.

### Tentativi di apertura a sinistra
Gronchi mirò ad inserire i socialisti nella maggioranza parlamentare, ma ottenne effetti opposti, con conseguenze destabilizzanti.

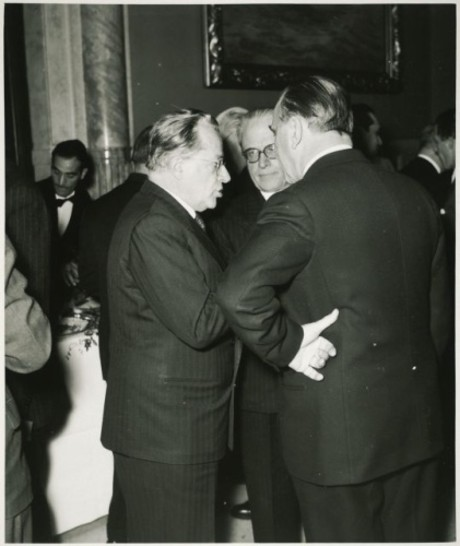
Gronchi insieme a Palmiro Togliatti, leader del PCI e a Cesare Merzagora

Il suo dissenso con la linea politica del centrismo degasperiano si manifestò già al suo insediamento, quando tentò di accettare le dimissioni presentategli dal presidente del Consiglio Scelba solo a titolo di cortesia. L'apertura al PSI, tuttavia, non era attuabile, in vigenza del patto d'unità d'azione tra socialisti e comunisti. Anche il successivo governo Segni, infatti, fu sorretto da una maggioranza di centro.
Nuove prospettive si aprirono dopo i fatti di Ungheria, con la denuncia del patto d'unità d'azione da parte dei socialisti. Ma, alla caduta del primo governo Segni (maggio 1957), a seguito del ritiro dell'appoggio del PSDI, l'unica soluzione alla crisi si profilò con la formazione di un monocolore democristiano, senza maggioranza precostituita. Gronchi tentò la strada del «governo del presidente» (già percorsa dal suo predecessore Einaudi, con il governo Pella), affidando l'incarico ad Adone Zoli, un elemento non di spicco della DC, per guadagnarsi l'appoggio esterno dei socialisti. Tuttavia, le condizioni poste da Pietro Nenni per appoggiare il nuovo governo non poterono essere accettate dal presidente del Consiglio incaricato.

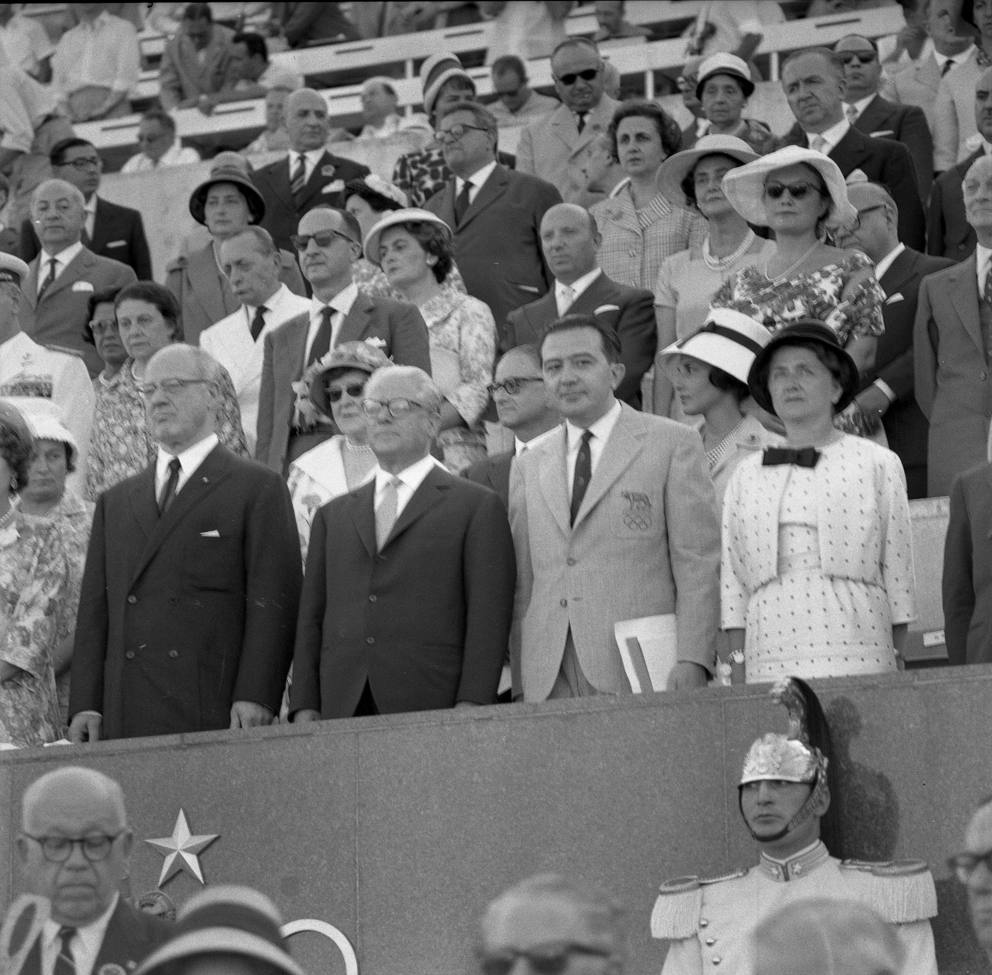
Il presidente Gronchi, con alla sua destra Giulio Andreotti, durante l'apertura dei Giochi Olimpici a Roma nel 1960

Adone Zoli riuscì a ottenere la fiducia del Parlamento solo con l'appoggio dei monarchici e quello della destra neofascista, determinante, sia pure per un solo voto, alla Camera dei deputati; di conseguenza, il 10 giugno 1957 presentò le sue dimissioni, che furono accolte da Gronchi con riserva. Il presidente della Repubblica, per risolvere nuovamente la crisi, inaugurò l'esperienza del mandato esplorativo, che affidò al presidente del Senato Cesare Merzagora, ma che si concluse con un nulla di fatto. Onde evitare una situazione di ingovernabilità, quindi, Gronchi fu costretto a convincere Zoli a ritirare le dimissioni e a restare in carica fino al termine della legislatura (1958). La comunicazione di ciò alle Camere, da parte di Zoli, non comportò un nuovo voto di fiducia.

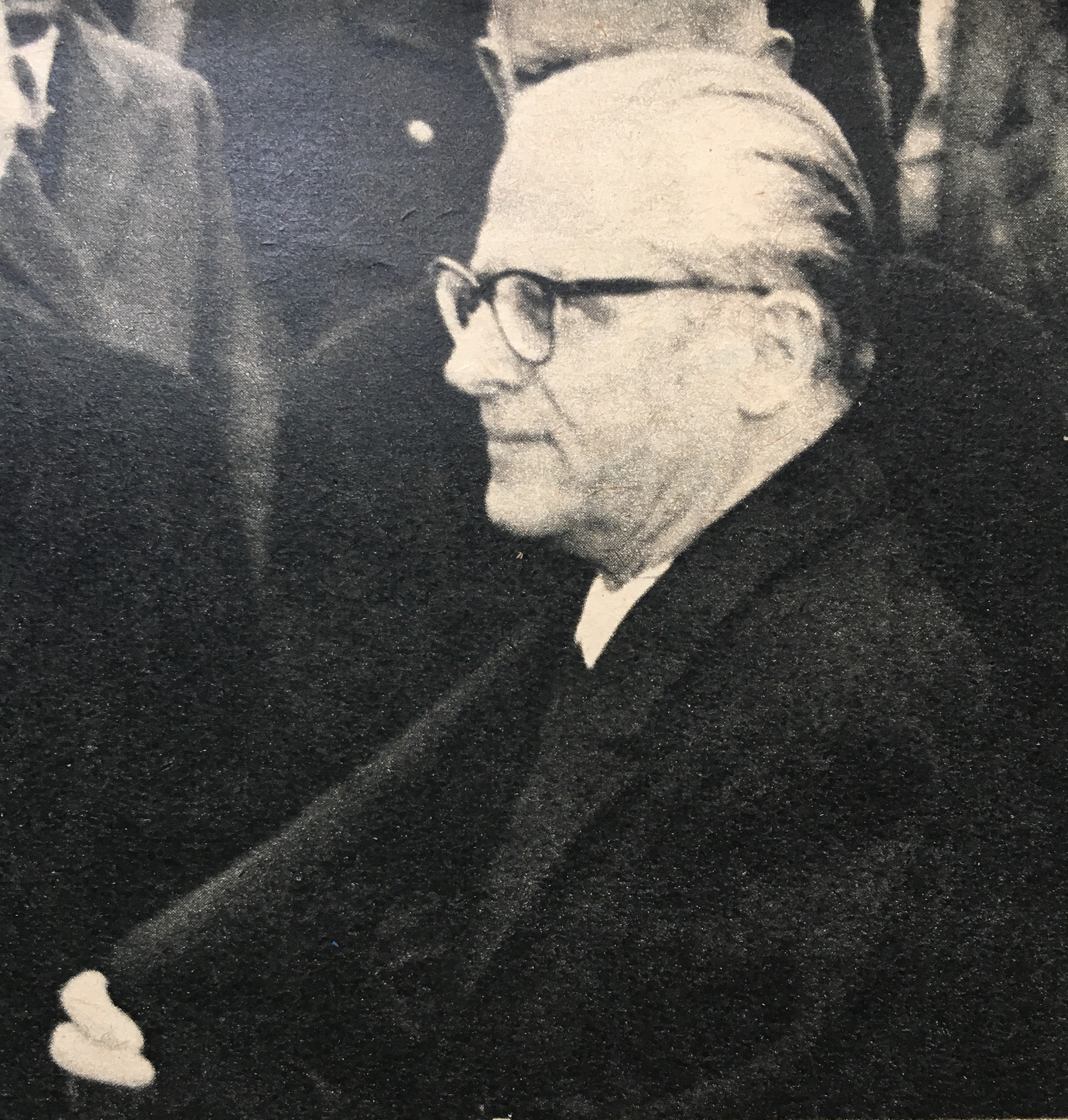
Giovanni Gronchi a Mosca nel 1959

I risultati delle elezioni politiche del 1958 condussero alla formazione del secondo governo Fanfani, composto da democristiani e socialdemocratici, con l'appoggio esterno dei repubblicani che, pur denominato di centrosinistra, vedeva i socialisti ancora all'opposizione. Tale esecutivo ebbe breve vita e andò in crisi il 15 febbraio 1959. Gli successe un nuovo governo Segni, monocolore con l'appoggio esterno del PLI e i voti (non determinanti) di monarchici e MSI.
Nel 1960 Gronchi subì la personalità del capo dei servizi segreti militari (il SIFAR), generale Giovanni de Lorenzo, che aveva saputo conquistare la sua fiducia con lo spauracchio di un ipotetico rapimento del capo dello Stato in Corsica, asseritamente ordito da Randolfo Pacciardi, già ministro della difesa, con la collaborazione dell'OAS. Forte del «successo» di aver sventato un complotto inesistente, De Lorenzo ebbe mano libera nel promuovere una colossale opera di schedatura (157.000 fascicoli, di cui più di 30.000 giudicati poi «illegali» dalla commissione militare d'inchiesta presieduta dal generale Beolchini) che riguardavano parlamentari, sindacalisti, dirigenti di partito, industriali, funzionari e alti prelati.

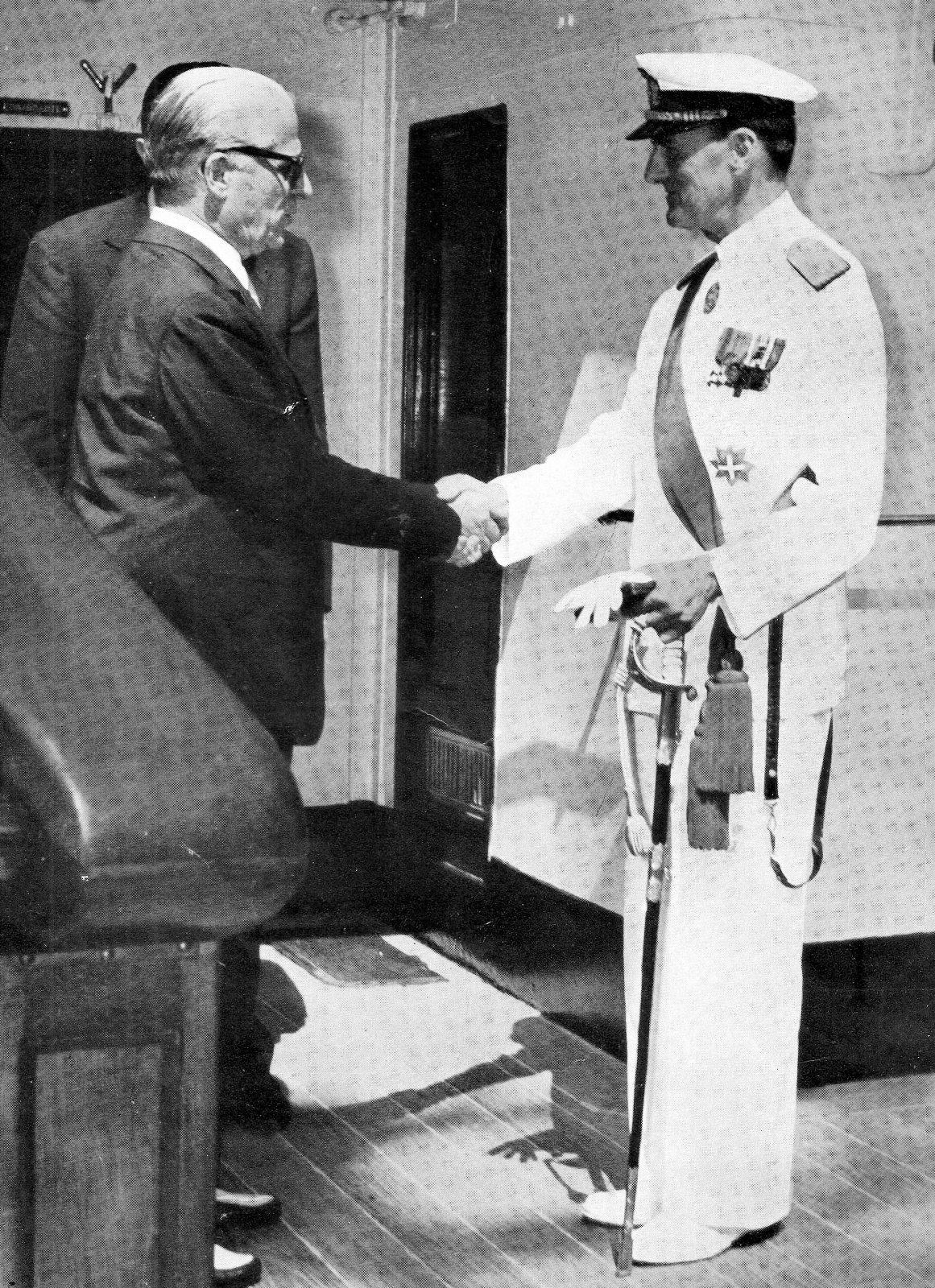
Il presidente Gronchi insieme all'ammiraglio Corso Pecori Giraldi

Nel febbraio 1960, il PLI ritirò il suo appoggio al secondo governo Segni, che fu costretto a dimettersi. Dopo alcuni infruttuosi tentativi di esponenti indicati dal partito di maggioranza relativa, Gronchi incaricò Fernando Tambroni, suo uomo di fiducia della corrente di sinistra, con l'incarico di formare un nuovo «governo del presidente», senza una maggioranza predefinita, ma di apertura a sinistra. Il governo monocolore Tambroni ottenne la fiducia della Camera con il determinante appoggio esterno dei deputati del MSI. Immediatamente, i ministri Giorgio Bo, Giulio Pastore e Fiorentino Sullo, appartenenti alla sinistra della DC, si dimisero, costringendo Tambroni a fare altrettanto.
Il presidente Gronchi, nell'accettare le dimissioni dei tre, si riservò di decidere su quelle dell'intero governo e, nel frattempo, incaricò vanamente Amintore Fanfani di ricomporre una maggioranza di centro. Gronchi, allora, respinse le dimissioni di Tambroni e lo rimandò al Senato per completare la procedura del voto di fiducia, che questi ottenne, sempre con l'appoggio determinante dei missini. In tale occasione, Tambroni, modificando le dichiarazioni precedenti, affermò che l'esecutivo avrebbe provveduto soltanto all'ordinaria amministrazione fino all'approvazione dei bilanci, entro il 31 ottobre 1960.

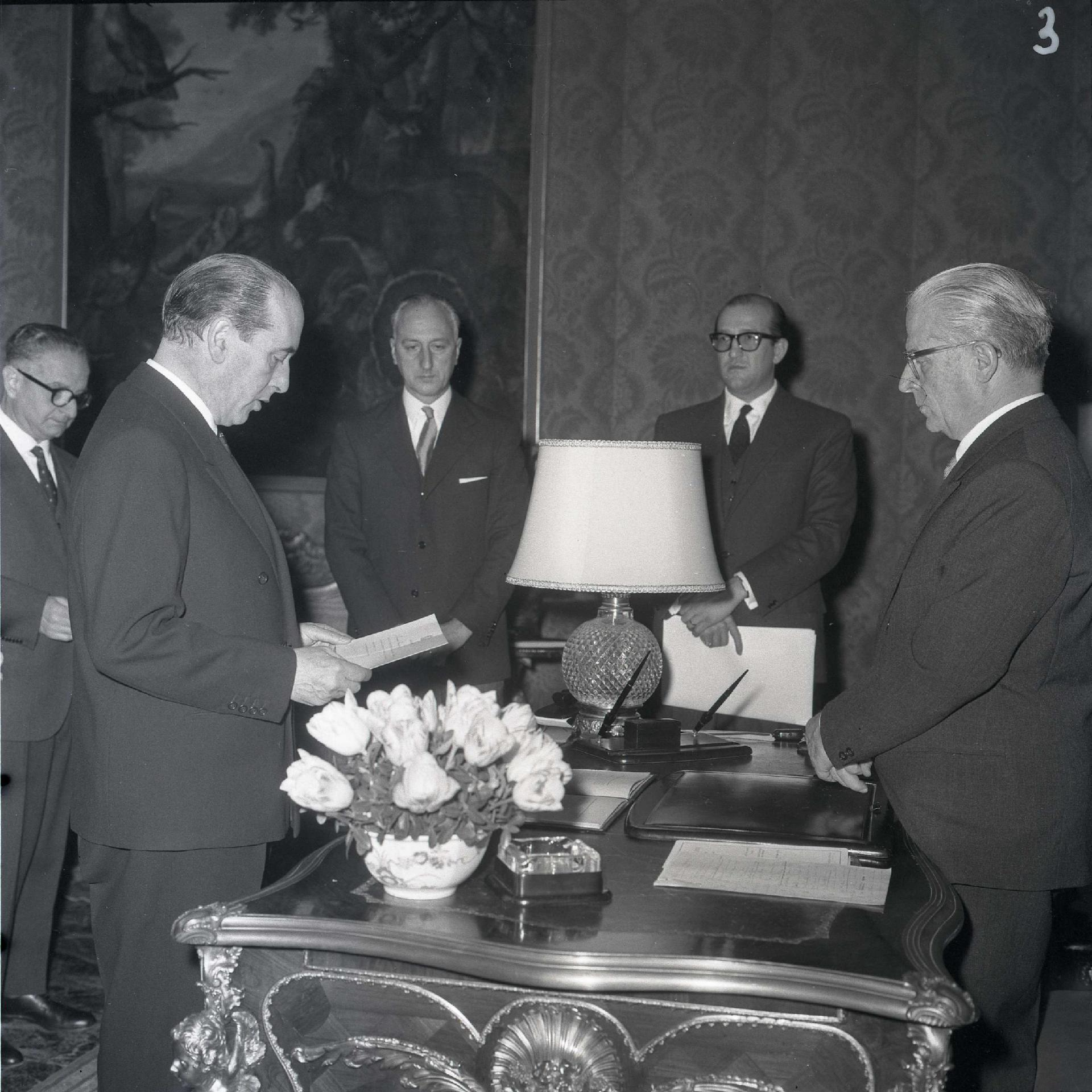
Il giuramento di Fernando Tambroni come presidente del Consiglio dei ministri nel 1960

Dal Parlamento la tensione politica si diffuse nelle piazze poche settimane dopo, quando i missini decisero di convocare il sesto congresso del partito a Genova, città da cui era partita l'insurrezione del 25 aprile. Ciò produsse scontri in diverse città d'Italia, in particolare, nella stessa Genova, a Licata e a Reggio Emilia, dove la polizia aprì il fuoco sui manifestanti, uccidendo cinque persone. Tambroni fu costretto a rassegnare le dimissioni e l'incarico fu poi affidato ad Amintore Fanfani, che riuscì a comporre un governo monocolore democristiano appoggiato dai partiti del centro democratico, con l'astensione non concordata dei socialisti e dei monarchici.

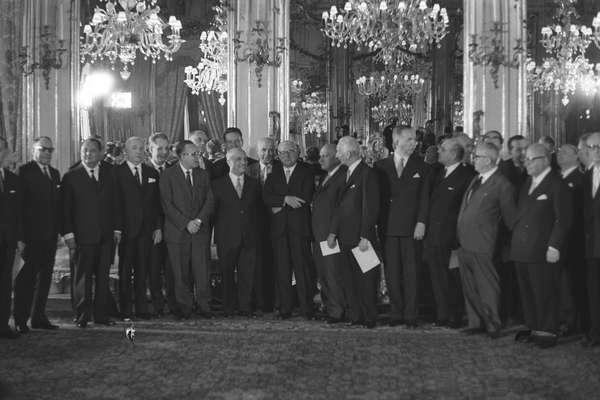
Il presidente Gronchi insieme ai membri del governo Fanfani III

Solo dopo il congresso nazionale di Napoli, nel 1962, con Fanfani al governo e con Aldo Moro alla segreteria, la Democrazia Cristiana approvò con ampia maggioranza la linea di collaborazione con il Partito Socialista Italiano, in un dibattito al quale Gronchi fu estraneo. Subito dopo, Fanfani poté formare il suo quarto governo, questa volta di coalizione (DC-PSDI-PRI e con l'appoggio esterno del PSI), iniziando così l'esperienza delle maggioranze di centrosinistra.

### Fine del mandato presidenziale e morte
Le tensioni fra Gronchi e gli esponenti principali del suo partito gli pregiudicarono la rielezione ad un secondo mandato, cui avrebbe ambito con l'appoggio del presidente dell'Eni Enrico Mattei. Secondo il giornalista Renzo Trionfera, Mattei avrebbe messo a disposizione un miliardo di lire per corrompere alcuni parlamentari al fine di rieleggerlo. Il segretario politico della Democrazia Cristiana, Aldo Moro, che non vedeva di buon occhio tali manovre, propose invece al partito la candidatura di Antonio Segni, che fu eletto presidente della Repubblica al nono scrutinio (1962). Nei primi otto scrutini, Gronchi riuscì comunque a ottenere tra i 20 e i 45 voti, pur non essendo il candidato ufficiale del suo partito.

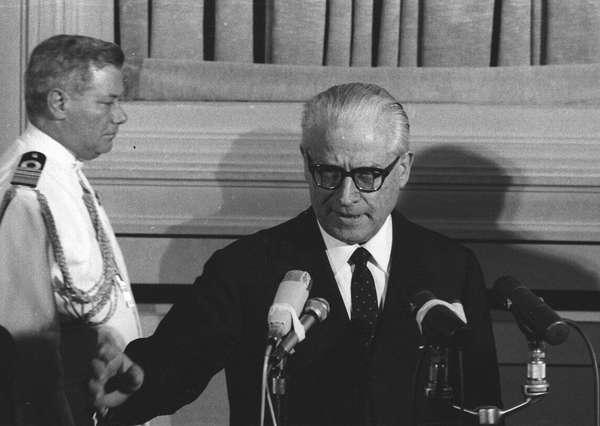
Giovanni Gronchi nel 1969

L'11 maggio 1962 cessò il settennato (il suo giuramento, infatti, era avvenuto l'11 maggio 1955) e Gronchi divenne senatore di diritto e a vita. Morì il 17 ottobre del 1978, ma la notizia passò in secondo piano in quanto i giornali e i mass media furono completamente dedicati all'elezione di Karol Wojtyła quale nuovo pontefice, avvenuta il giorno prima.
Gronchi è sepolto nel cimitero della Misericordia di Pontedera.

### Vita privata
Giovanni Gronchi si sposò con Carla Bissatini con la quale ebbe due figli: Mario e Maria Cecilia.

## Gronchi nella cultura di massa

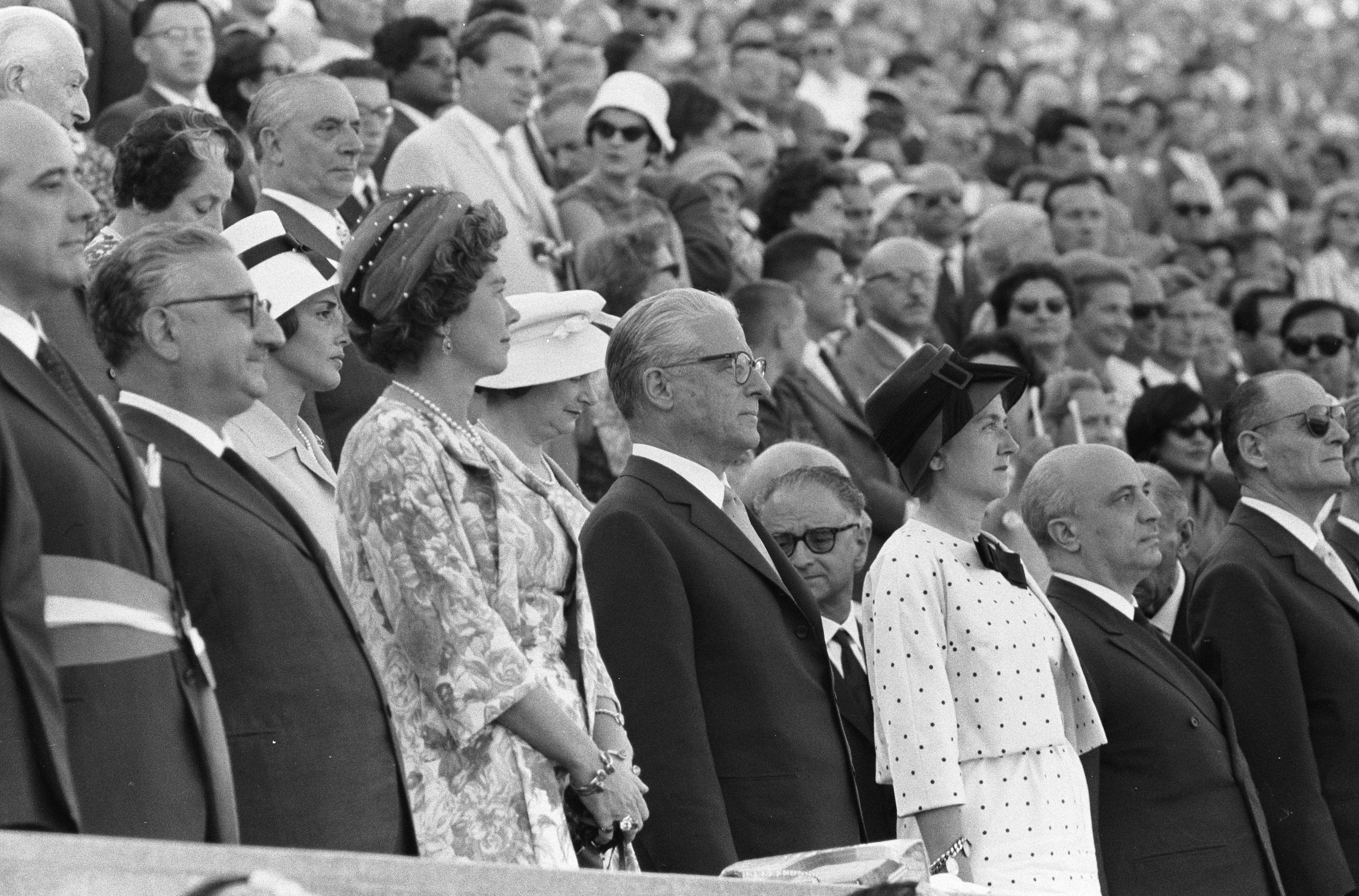
Giovanni Gronchi (al centro) alle Olimpiadi di Roma del 1960

- La figura di Giovanni Gronchi, per quanto controversa, ha dato la sua impronta a un periodo importante della storia e della politica italiana del secondo dopoguerra, tanto che i giornalisti Indro Montanelli e Mario Cervi hanno intitolato il volume della Storia d'Italia dedicato alla seconda parte degli anni cinquanta e ai primi anni sessanta del XX secolo L'Italia dei due Giovanni, accomunando l'importanza storica di Gronchi a quella dell'omonimo pontefice Giovanni XXIII[38].
- Durante il suo viaggio presidenziale a Washington (1956), Gronchi fu preceduto dalla fama di uomo politico di orientamento progressista, tanto che la sua conferenza stampa fu introdotta da un giornalista con la battuta che il presidente italiano era nato vicino a Pisa «una città famosa per la sua torre che pende un po' a sinistra»[39].
- Fu il primo capo di Stato italiano a visitare l'America meridionale e il primo presidente a visitare Istanbul. Il 14 novembre del 1957 nella città turca gli furono preparate accoglienze degne di un sovrano. Lo scopo del viaggio fu quello di visitare i molti italiani che erano lì emigrati e di allacciare colloqui diplomatici con il presidente Celâl Bayar. In Argentina ebbe accoglienze memorabili e si commosse: era la prima volta che un capo di Stato italiano visitava alcuni Paesi dell'America del Sud. In un suo discorso al Luna Park di Buenos Aires, la voce gli si spezzò più volte per l'emozione, rasentando il pianto.
- Gronchi ebbe l'onore di inaugurare due edizioni dei Giochi olimpici: i VII Giochi olimpici invernali tenutisi a Cortina d'Ampezzo nel 1956 e i Giochi della XVII Olimpiade tenutisi a Roma nel 1960.
- Nel 1961 inaugurò anche l'Esposizione Internazionale del Lavoro del 1961, tenutasi a Torino, e le celebrazioni del centenario dell'Unità d'Italia.
- Il 23 giugno 1959 un buffo incidente occorse al presidente nell'ex palco reale del Teatro dell'Opera di Roma: a causa della disattenzione di un collaboratore che non gli aveva avvicinato la sedia, Gronchi cadde a terra mentre stava accingendosi a sedere al fianco dell'allora presidente francese Charles de Gaulle, che era in visita ufficiale in Italia. Il fatto, taciuto dai principali organi di informazione, fu rappresentato in televisione da una scenetta comica recitata da Raimondo Vianello e Ugo Tognazzi all'interno del programma Un due tre, il quale fu poi cancellato in seguito a tale evento[40].
- Nello stesso 1959, Gronchi concesse la grazia, dopo trentadue anni di detenzione, all'ergastolano Sante Pollastri, al quale il cantautore Luigi Grechi dedicherà, nel 1993, la canzone Il bandito e il campione, ispirata alle vicende di Pollastri e del ciclista Costante Girardengo. Della stessa vicenda sarà poi pubblicato un libro di Marco Ventura e prodotta la fiction Rai La leggenda del bandito e del campione, con Giuseppe Fiorello nel ruolo del protagonista.
- Il 3 aprile 1961, in occasione del viaggio del presidente della Repubblica in Sudamerica, fu emesso un francobollo che fu subito ritirato e sostituito, a causa di un errore nella riproduzione dei confini geografici del Perù. Tale francobollo, ben presto denominato Gronchi rosa, raggiunse subito quotazioni speculative e suscitò un immediato interesse per la filatelia in Italia. Attualmente, la sua quotazione è nell'ordine di circa 1.000 euro per il francobollo nuovo con la gomma integra e di circa 500 euro per i francobolli senza gomma che provengono dalle affrancature delle buste intercettate e ricoperte con un nuovo francobollo di colore grigio[41]. Quei pochissimi valori che invece sono sfuggiti al ritiro (e sono quindi regolarmente timbrati) raggiungono quotazioni ragguardevoli che possono arrivare anche a 30.000 euro. Il Gronchi rosa è stato anche oggetto di numerose falsificazioni.

## Onorificenze

### Onorificenze italiane
Nella sua qualità di presidente della Repubblica italiana è stato, dall'11 maggio 1955 all'11 maggio 1962:

Cavaliere dell'Ordine di Vittorio Veneto - Dec. 31 maggio 1975
Personalmente è stato insignito di: